# Nedertjärnen (Njurunda socken, Medelpad)
Nedertjärnen är en sjö i Sundsvalls kommun i Medelpad och ingår i Ljungan-Gnarpsåns kustområde. Sjön har en area på 0,11 kvadratkilometer och ligger 58,5 meter över havet. Sjön avvattnas av vattendraget Galtströmmen.

## Delavrinningsområde
Nedertjärnen ingår i det delavrinningsområde (689739-158499) som SMHI kallar för Ovan 689557-158728. Medelhöjden är 82 meter över havet och ytan är 6,54 kvadratkilometer. Räknas de 7 avrinningsområdena uppströms in blir den ackumulerade arean 62,89 kvadratkilometer. Avrinningsområdets utflöde Galtströmmen mynnar i havet. Avrinningsområdet består mestadels av skog (91 procent). Avrinningsområdet har 0,11 kvadratkilometer vattenytor vilket ger det en sjöprocent på 1,7 procent.